# Zelkova hyrcana
Zelkova hyrcana är en almväxtart som beskrevs av A. Grossheim och A. Jarmolenko. Zelkova hyrcana ingår i släktet Zelkova och familjen almväxter. Inga underarter finns listade i Catalogue of Life.